# San Crispieri
San Crispieri (im Dialekt von Brindisi: San Crispièri) ist eine italienische Fraktion in der Gemeinde Faggiano in der Provinz Tarent in Apulien mit 297 Einwohnern und liegt etwa zwei Kilometer südlich von Faggiano.

## Lage
Die Fraktion liegt an den Hängen der Serra di Sant'Elia, dem höchsten Hügel der Murge Tarantine auf einer Höhe von 56 m s.l.m. in einem Gebiet, das von ausgedehnten Weingärten, Olivenhainen und unkultivierten felsigen Zonen charakterisiert ist.

## Die Herkunft des Namens

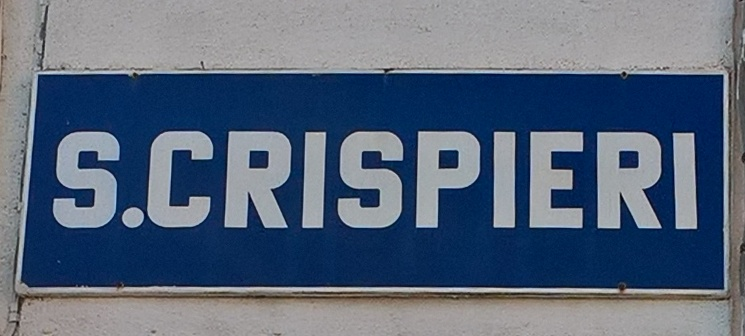
Straßenschild von San Crispieri

Angeblich nannten die Feudalherren das Casale San Crispino und erst später wurde es San Crispiere und dann San Crispieri, wie es heute genannt wird. In der Liste der vorhandenen Häuser im Gebiet von Tarent aus dem Jahr 1571 wurde das Casale Sanctorum Trium Puerorum (lat.: Heilige drei Jünglinge [Anania, Misael und Azaria]) und in Klammern San Crispiero genannt.

## Geschichte

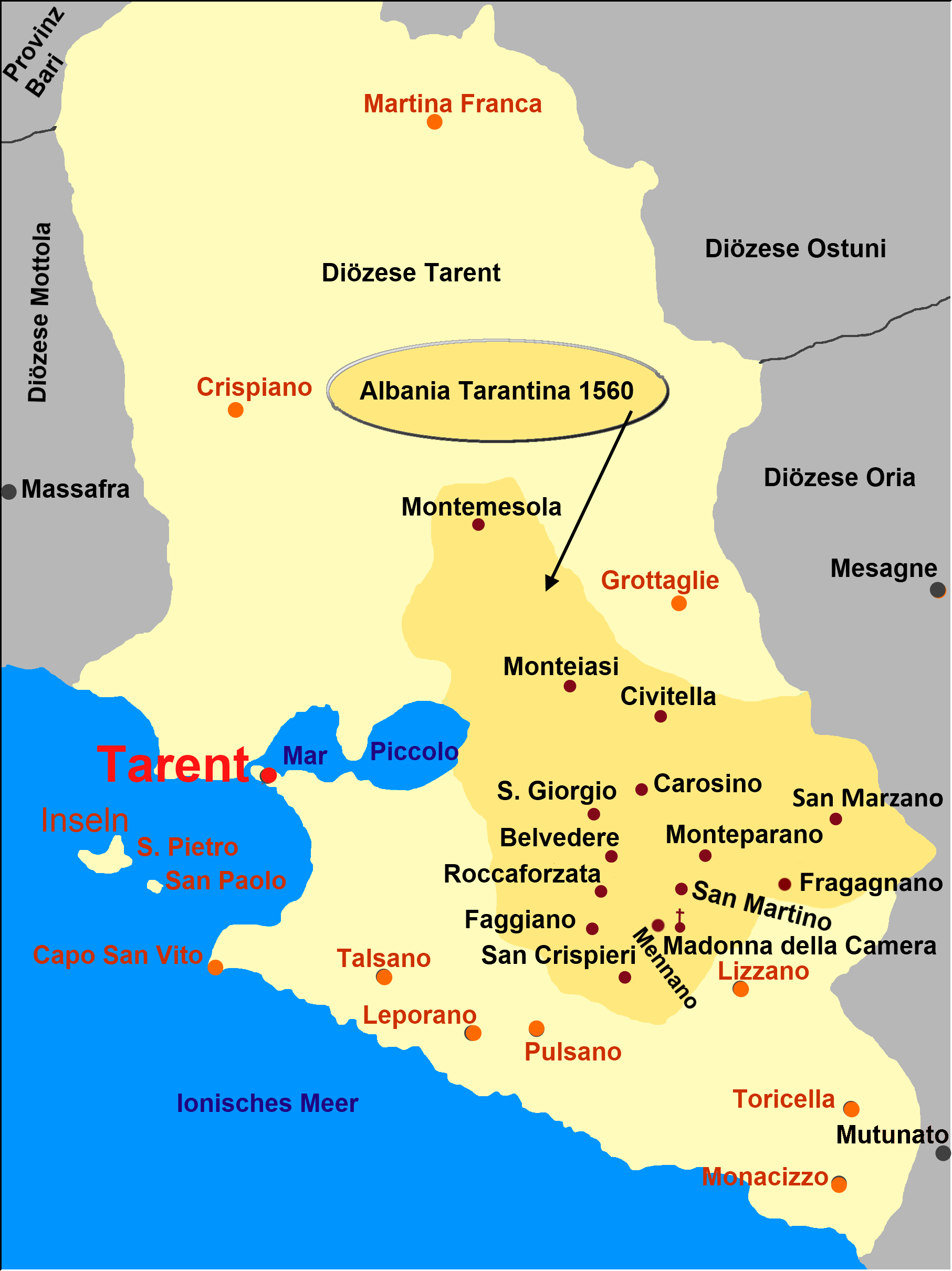
Albania Tarantina im Jahr 1560

San Crispieri entstand auf dem verfallenen „Casale“ Sanctorum Trium Puerorum, dessen Existenz schon in der zweiten Hälfte des 13. Jahrhunderts bezeugt wird. 1275 trat Karl I. von Anjou, Fürst von Tarent, das Casale an Vitale, Cirillo und Nicodemo, griechische Mönche (Calogeri genannt) von San Vito del Pizzo (das heutige Capo San Vito, Fraktion von Tarent), ab.
Karl II., Sohn von Karl I., glaubte, dass das Casale Staatseigentum war und belehnte 1285 versehentlich die adelige Familie Visconti aus Tarent damit. Dabei hob er die Familie in den Stand des Marchesen.
Sein Nachfolger Philipp I. von Tarent restituierte das Casale 1325 den Calogeri von San Vito, in deren Besitz es bis zu Beginn des 16. Jahrhunderts verblieb als sie ihr Kloster in San Vito aufgaben und in die Stadt Tarent zogen, wo Robert von Tarent ihnen das Hospiz und die Kirche San Salvatore verlieh.
1517 wurde der Baron von Carosino, Evangelista Simonetti von Castellaneta, mit San Crispieri belehnt. Das Casale ging 1527 an seinen Sohn Giovanni Antonio, dem 1529 wiederum sein Sohn Mario folgte. Dieser weigerte sich bei der Feudalnachfolge die fällige Steuer (Relevio genannt), die die feudale Investitur gewissermaßen erneuerte und verewigte, an den König von Neapel zu bezahlen. Später ging San Crispieri in den Besitz der Familie D'Ayala durch die Heirat von Eleonora Simonetti mit Diego D'Ayala.

### Die albanische Besiedlung von San Crispieri
Die Besiedlung der ersten Albaner (Arbëresh) aus dem Epirus soll auf das Jahr 1517 zurückgehen als auch Carosino in der Albania Tarantina neu besiedelt wurde. Die Epiroten brachten aus ihrer Heimat außer ihren Sitten und Gebräuchen auch den griechisch-byzantinischen Glauben mit.
1578 erhielt San Crispieri seinen ersten Pastoralbesuch des Erzbischofs von Tarent, Lelio Brancaccio. Die Kirche dem Heiligen Georg gewidmet, war zu jener Zeit gut erhalten. Sie war mit einer zweitürigen Ikonostase, mit Kirchengeräten, Paramenten, heiligen Büchern, Einrichtungen der östlichen liturgischen Tradition ausgestattet und die Wände waren mit Fresken bedeckt (depicta figuris), die das Leben der heiligen griechischen Mönche darstellte. Anzunehmen ist, dass die Fresken ein Werk der baslilianischen Mönche des Klosters von San Vito del Pizzo waren.
Papas war Lazaro Borsci, der 1558 von Pafnuzio, Erzbischof von Agrigento und Metropolitan der griechisch-byzantinischen Kirche in Italien (1543–1566), ordiniert wurde. Aus Brancaccios Angaben geht hervor, dass Papas Borsci noch viele religiöse östliche Bräuche beibehalten hatte. Obwohl Papst Paul III. den Albanern in Italien mit der Bulle von 1536 volle Anerkennung innerhalb des Katholizismus verschaffte, forderte Brancaccio die griechisch-byzantinische Gemeinde von San Crispieri auf, zum lateinischen Ritus überzugehen. Während die Nachbargemeinden sich weigerten dem Druck des Erzbischofs nachzugeben, brachte Papas Borsci, der sich sehr um die religiöse Erziehung der ihm anvertrauten Menschen kümmerte, die Gemeinde dazu, die Fastenzeit nach der kirchlichen Vorschrift der Lateinischen Kirche einzuhalten. (Siehe auch: Abschnitt Religion in der Albania Tarantina)
Der Untergang des griechisch-byzantinische Ritus′ und der dazu gehörenden religiösen Riten begann in San Crispieri und den umliegenden Arbëresh-Gemeinden mit dem Unterdrückungserlass des Jahres 1622 durch den Erzbischof Antonio d'Aquino. Die östlichen Sitten und Gebräuche, wie Hochzeits- und Trauerfeier blieben bis zu Beginn des 19. Jahrhunderts erhalten. Zu nennen ist hier auch das Karnevalsfest (in Arbëresh: Arcipurcium), das in jedem Jahr in jeder Arbëresh-Gemeinde der Albania Tarantina gefeiert wurde. (Siehe auch: Abschnitt Die verloren gegangenen Riten)
Mit dem stetigen Kontakt von “Lateinern” (Italienern) verschwand sowohl die albanische Sprache der Urväter (Gluha Arbëreshë) als auch die östlichen Sitten und Gebräuche, sodass heute in San Crispieri außer der Ruine der Chiesa Santa Maria di Costantinopoli (Heilige Maria von Konstantinopel) keine Spur der albanischen Herkunft mehr im kollektiven Gedächtnis erhalten ist.

## Augustinerkloster San Nicola da Bari
Im Casale San Crispieri wurde 1601 mit Zustimmung des Erzbischofs Ottavio Mirto Frangipane und des Amtsleiters der Provinz Apulien von einem Augustinermönch von Tarent, Bruder Agostino, das Kloster San Nicola da Bari gegründet. Die Klosterfamilie, die aus zwei Priestern und zwei Laienbrüdern bestand, erhielt die Mittel für den Lebensunterhalt von einem zugewiesenen Kapital von 400 Dukaten, das jährlich 9 % Scudi Zinsen einbrachte. 1650 lebten im Kloster drei Mönche, zwei Priester und ein Diener.
Die Kirche mit Sakristei und Chor war liturgisch ausgerichtet (versus apsidem), wie es bis zum Zweiten Vatikanischen Konzil üblich war. Der Hochaltar, auf dem die Statue der Madonna von Konstantinopel stand, wurde für das Allerheiligste vorbehalten. An den Seitenwänden gab es fünf Kapellen, von denen eine schmucklos war, während die anderen vier nach den Gemälden über den Altären dem Heiligen Augustin von Hippo, der Madonna vom Rosenkranz, der Madonna del Carmine und der Madonna Annunziata gewidmet waren.
Das Kloster, dessen Peripherie 38 Canne (zirka 80 m) ausmachte, bestand aus zwei Kammern für die Mönche, drei Zimmer, die noch nicht vollendet waren, einer Küche, einem Refektorium, einem Keller, einer Scheune und einem Garten mit verschiedenen Bäumen. Prior war 1646 Bruder Pietro aus Manduria. 1647 wurde das Priorat “in pectore” (unter Geheimhaltung) Bruder Domenico aus Manduria reserviert, der dann 1649 zum Prior des Klosters gewählt wurde. 1651 wurde sein Amt vom “Capitolo provinciale” (Provinzkapitel) bestätigt. 1652 war ein anderer Bruder von Manduria Klosterprior.
Mit der Unterdrückungskampagne von Papst Innozenz X. das Kloster von San Crispieri aufgehoben. Die 20 Dukaten der jährlichen Kollekte wurden 1654 auf Entscheidung des “Mittelkapitels” auf andere Klöster aufgeteilt, während die beweglichen Güter nichtreligiöser Natur vom Prior von Tarent veräußert wurden. Die Grundstückseinnahmen der verpachteten Grundstücke des Augustinerklosters gingen nach dessen Unterdrückung an die Chiesa Santa Maria von Konstantinopel.

## Die Kirchen von San Crispieri

### Chiesa Santa Maria di Costantinopoli

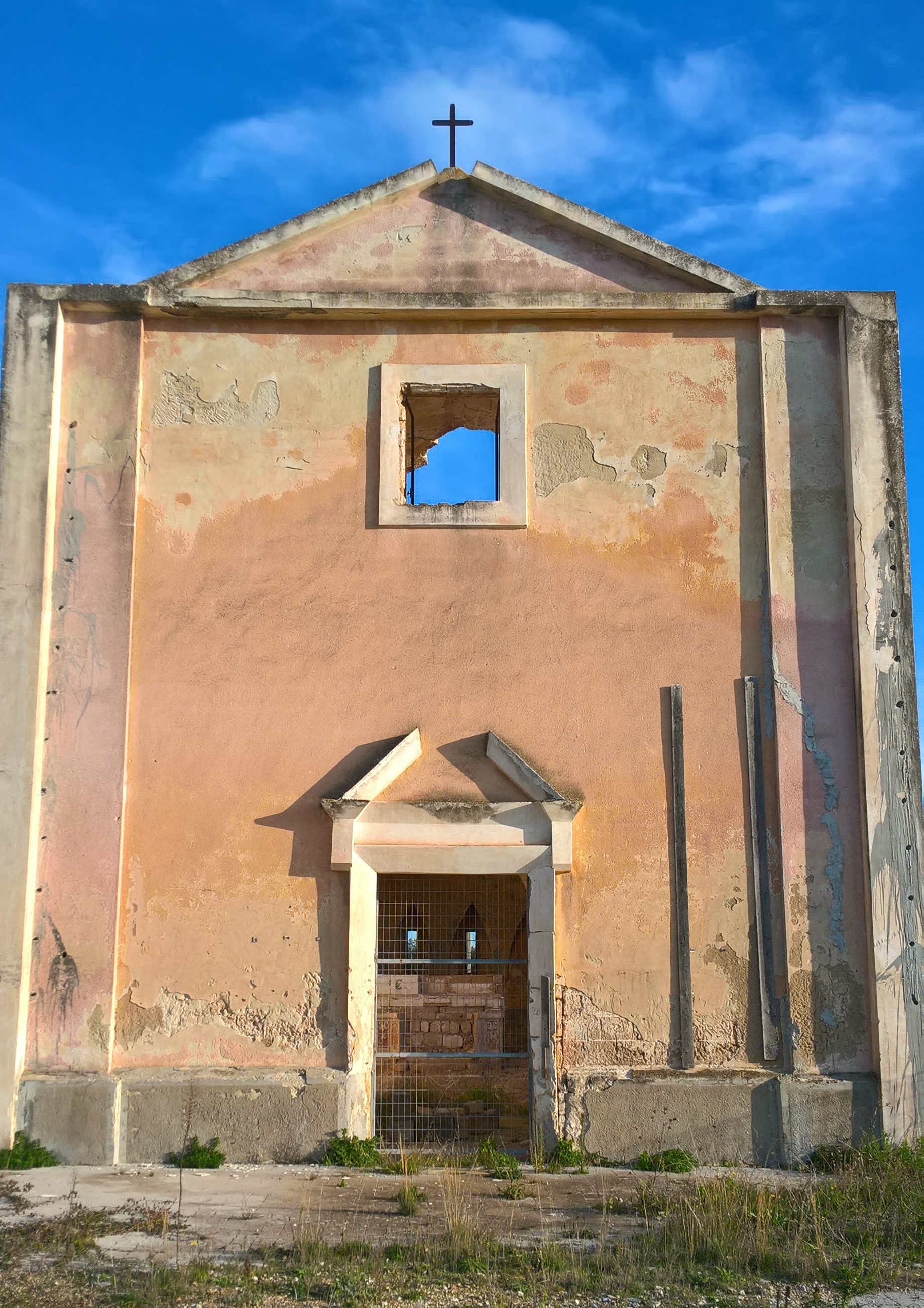
Reste der Chiesa Santa Maria di Costantinopoli

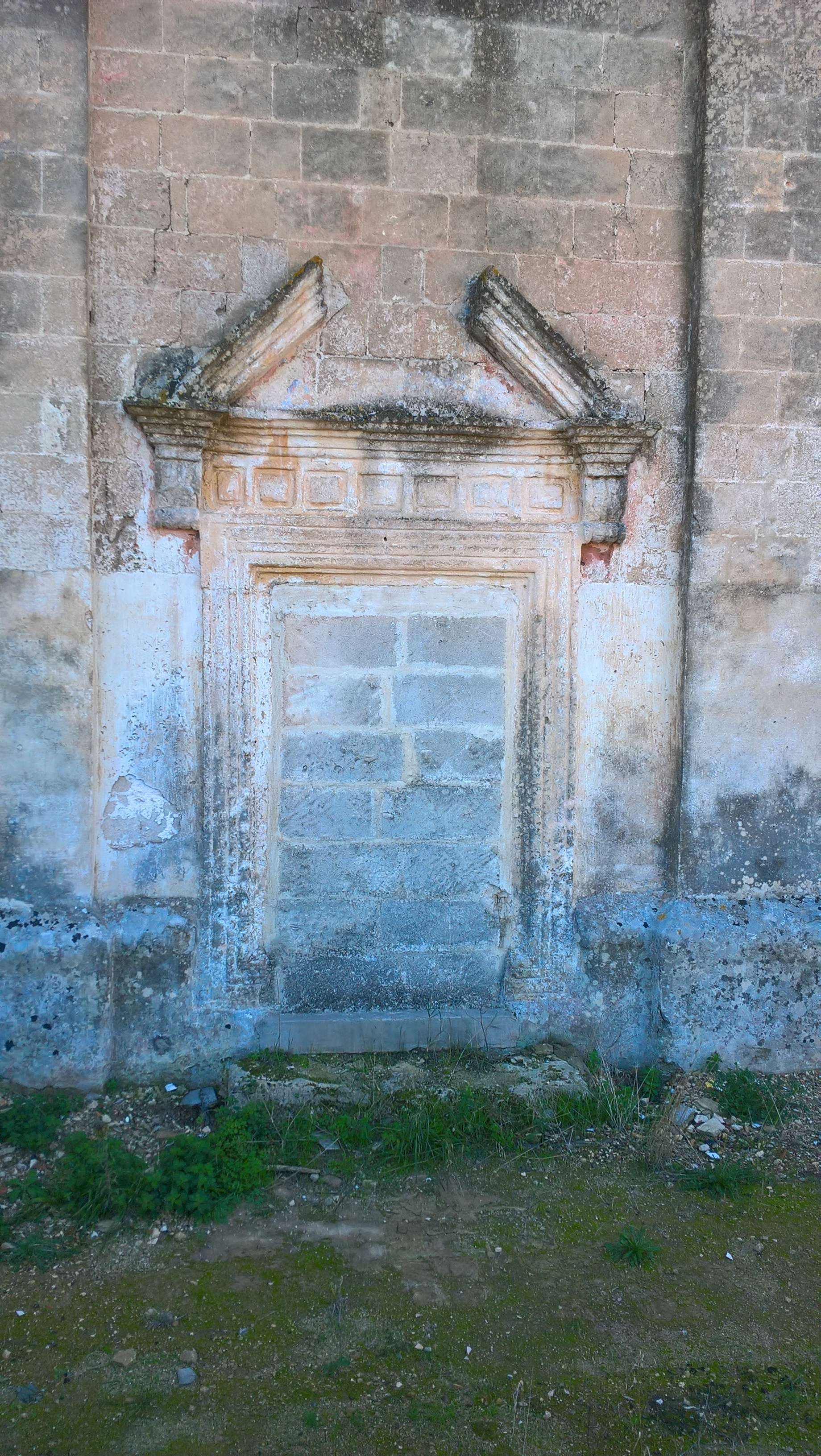
Seiteneingang an der Nordseite der Kirche

Die Chiesa Santa Maria di Costantinopoli (Heilige Maria von Konstantinopel) aus der ersten Hälfte des 13. Jahrhunderts befindet sich auf dem ehemaligen Gebiet des Casale „Sanctorum Trium Puerorum“ etwas außerhalb von San Crispieri  und ist heute eine Ruine.
Die Kirche ist liturgisch ausgerichtet, d. h. in der byzantinischen Tradition befindet sich die Apsis immer in Richtung Osten, wo die Sonne aufgeht, Symbol für das Reich des Lichtes, das der Herrgott ist. Trotz des schweren Verfallszustandes, in der sich die Kirche heute befindet, lässt sich die ursprüngliche architektonische Gestaltung erkennen. Die geradlinigen Fassadenelemente aus dem späten 16. Jahrhundert werden durch das Hauptportal unterbrochen, über dem sich ein nüchternes, gesprengtes Tympanon befindet. Der Innenraum besteht aus einem einzigen Kirchenschiff mit Tonnengewölbe. Entlang der Seitenwände befinden sich in gleichen Abständen tiefe fensterlose Bögen mit verzierten Stulpen, die durch Lisenen getrennt Altäre einrahmen. Ausnahme ist der zentrale linke Bogen, wo sich der Seiteingang befand, der heute zugemauert ist. Von dem vitalisierenden bunten Putz des Innenraumes sind heute nur noch Spuren erhalten. Noch sichtbar ist der Hochaltar aus dem 16. Jahrhundert, der von einer tiefen Apsis umrahmt ist.
Als Brancaccio 1578 San Crispieri seinen Pastoralbesuch abstattete, war die Mutterkirche dem Heiligen Georg gewidmet. Wann sie der Santa Maria di Costantinopoli gewidmet wurde, ist nicht bekannt. Die Mutterkirche wurde vor ungefähr 50 Jahren als unbenutzbar erklärt und aufgegeben. Der Titel „Mutterkirche“ wurde auf die Chiesa San Francesco da Paola im Zentrum von San Crispieri aus der zweiten Hälfte des 15. Jahrhunderts übertragen, wo sich heute auch die Statue der Madonna von Konstantinopel befindet.
Das Fest der Santa Maria von Konstantinopel am ersten Dienstag im März ist weiterhin eines der wichtigsten Ereignisse des Gebietes. Nach der Eucharistiefeier findet die Prozession – begleitet von einer Musikkapelle – in den Straßen von San Crispieri statt. Um 21.30 Uhr endet das Fest mit einem Feuerwerk.

### Chiesa San Francesco da Paola

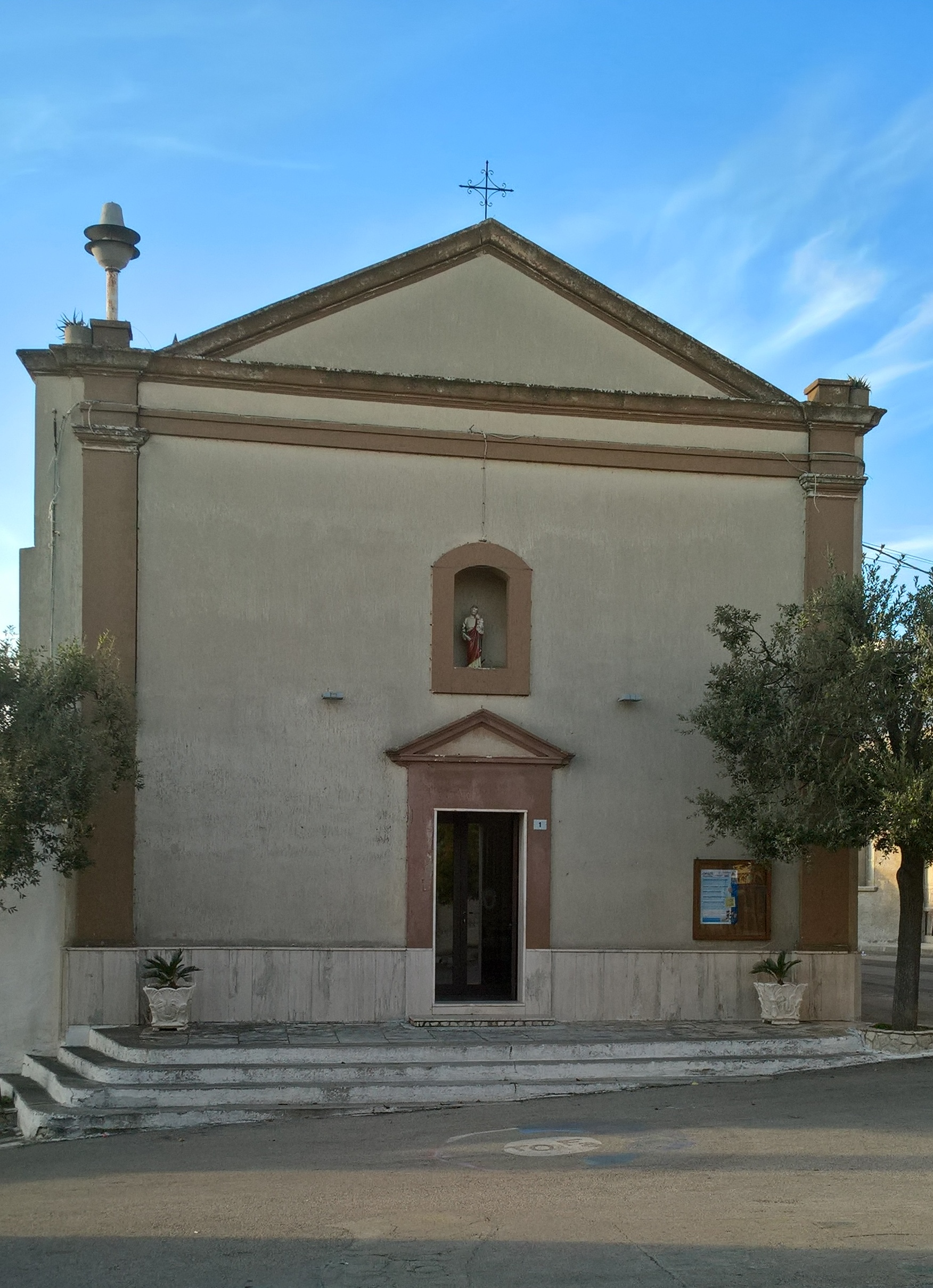
Chiesa San Francesco da Paola

Die Chiesa di San Francesco da Paola  aus der zweiten Hälfte des 15. Jahrhunderts befindet sich in der Nähe des Schlosses und beherbergt zwei antike Gemälde und die Statue der Madonna von Konstantinopel aus der ehemaligen Kirche Chiesa Santa Maria di Costantinopoli von San Crispieri.

## Schloss von San Crispieri

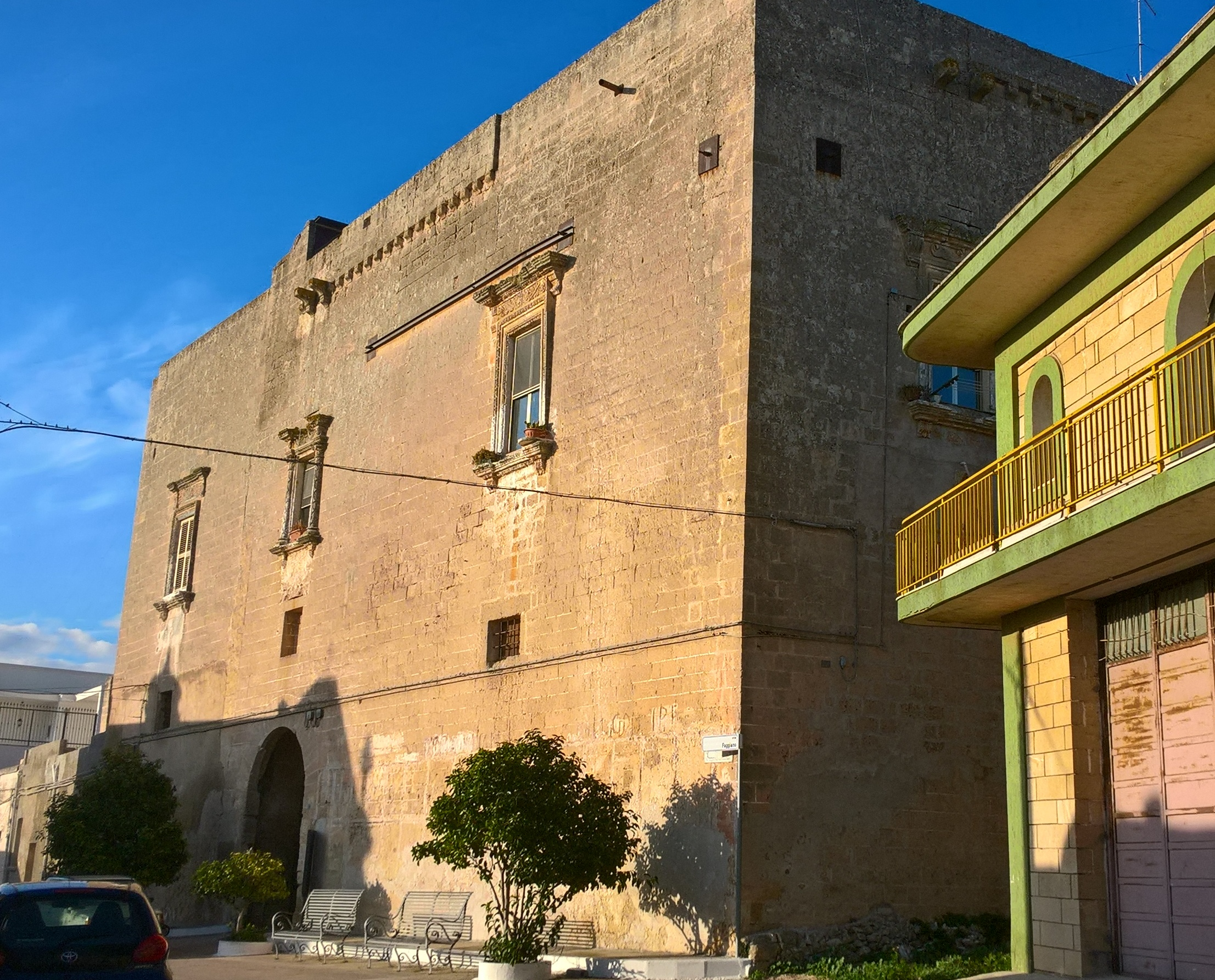
Schloss von San Crispieri

Das Schloss von San Crispieri,  das mehr die Form eines Palastes hat, wurde im späten 16. Jahrhundert gebaut und erst im zweiten Jahrzehnt des darauffolgenden Jahrhunderts vollendet. Durch die verschiedenen Eigentümer folgten viele architektonische Anpassungsmaßnahmen. Heute gehört das Gebäude der Familie Ciaccia. Die dominierenden Elemente der Struktur sind Einfachheit und geometrische Disposition. Die Linearität des Komplexes wird durch eine Ringmauer aus dem typischen lokalen Stein „Carparo“ und durch drei fein gemeißelte Fensterrahmen belebt, die auf die ursprüngliche Bauphase des 16. Jahrhunderts zurückzuführen sind. Der einfache Bogeneingang, der sich auf die Hauptfassade öffnet, führt durch ein Tonnengewölbe in den Hof.

## Bevölkerungsentwicklung
1532 zählte San Crispieri 31 und 1575 60 Fuochi (ca. 240 Personen) und 1810 lebten in der Fraktion 113 Personen: 15 Vermögende, 1 Angestellter, 5 Pfarrer, 30 Bauern, 1 Artist, 2 Ärzte und 3 Ärztinnen (es waren wahrscheinlich Krankenschwestern, die die Kranken mit Umschlägen behandelten). 1818 war San Crispieri mit 116 Seelen nach San Martino die kleinste Siedlung in der Albania Tarantina.